# ヤカテクトリ

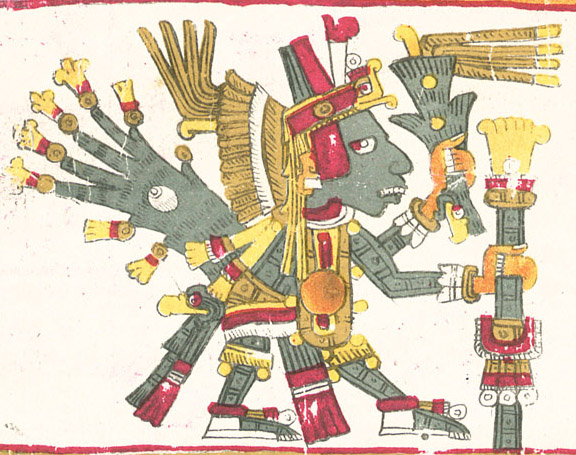
ボルジア絵文書のヤカテクトリ

ヤカテクトリ（Yacatecuhtli）は、アステカ神話の商人の守護神。
「ヤカテクトリ」はナワトル語で「鼻(yacatl)の主(tēuctli / tecuhtli)」を意味する。
ヤカテクトリは商人（ポチテカ）が旅行で使用する杖を手にしている。ヤカテクトリ信仰は重要だったが、この神の性格については不明な点が多い。
ポチトランというヤカテクトリの神官のための建物があった。
シウポワリのパンケツァリストリ（第15月、グレゴリオ暦の11月ごろ）のテノチティトランのウィツィロポチトリの大祭において、戦士が捕虜を生贄として捧げるのと並んで、商人たちは奴隷を生贄として捧げることが許されていた。祭の前日に奴隷たちはポチトランに連れていかれ、そこでヤカテクトリのための祭が挙行された。